# Jacopo del Casentino
Jacopo del Casentino (Florencia, 1297 - Pratovecchio, 1358) fue un pintor italiano, también llamado Jacopo Landino o da Prato Vecchio, activo principalmente en Toscana.

## Biografía

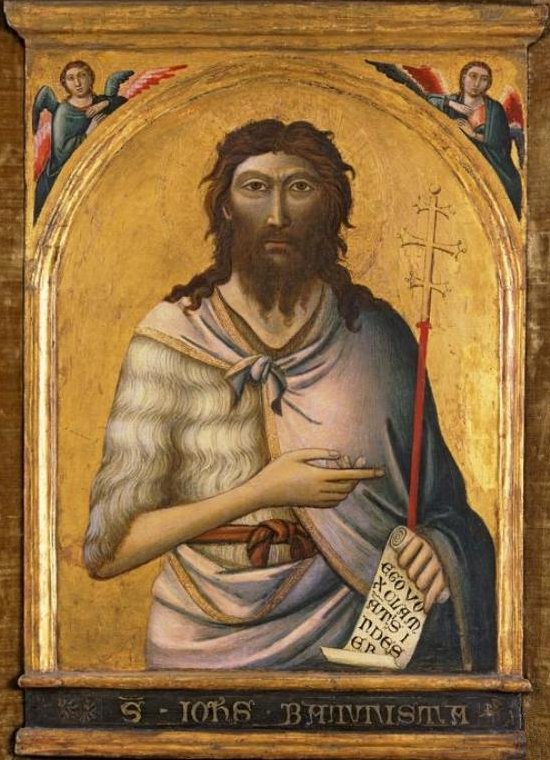
San Juan Bautista, El Paso Museum of Art

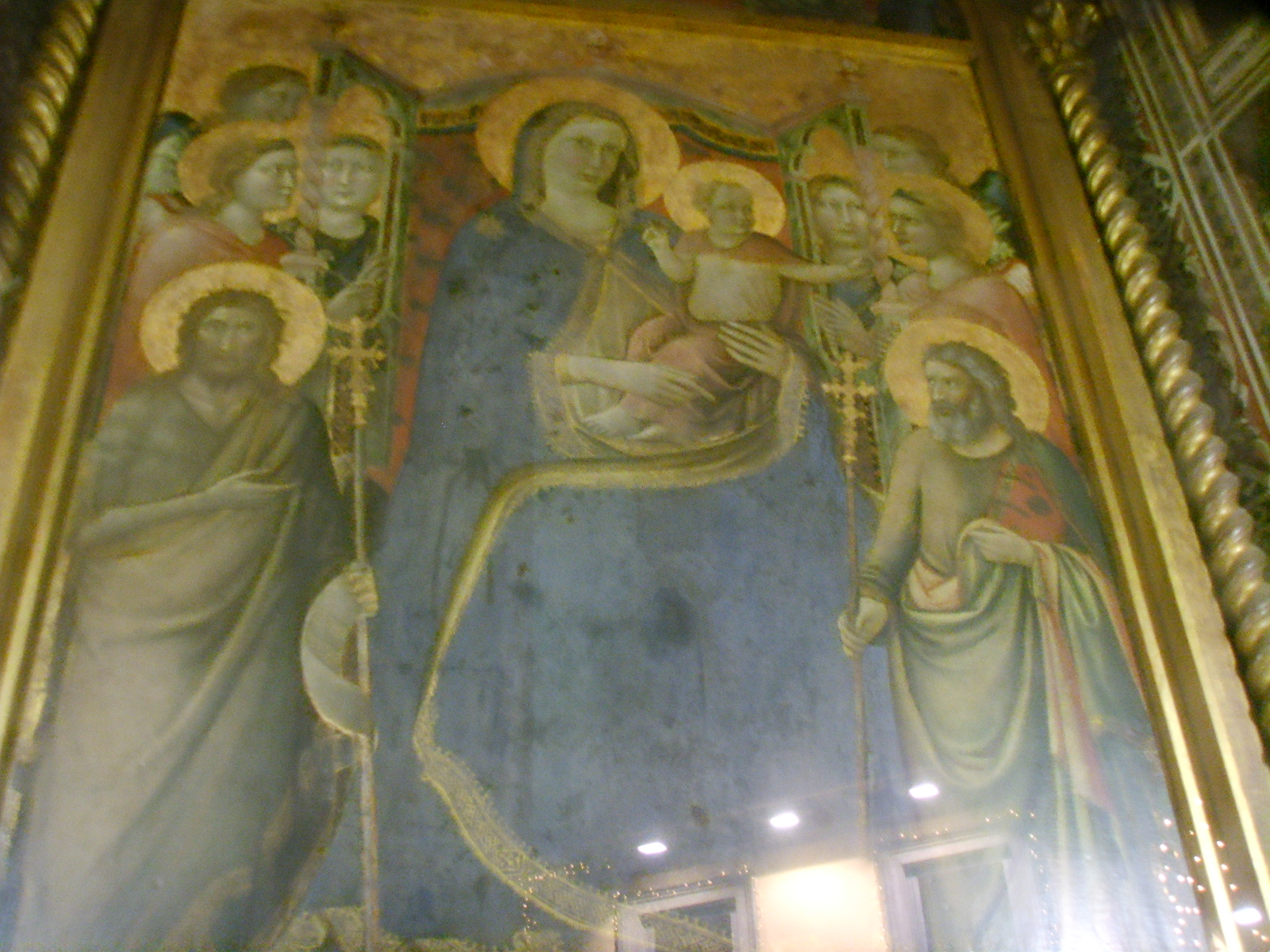
Tabernáculo en Santa Maria della Tromba, Florencia.

Giorgio Vasari dedicó un capítulo a Jacopo en su Le Vite. Basándose en estos informes, dejan claro una biografía: Jacopo, hijo de Cristoforo Landino original Pratovecchio, fue confiado por su padre al pintor Taddeo Gaddi en Arezzo. Este lo llevó a Florencia donde fundaron en 1349 un taller de pintores bajo el patrocinio de la Virgen y de los santos San Juan Bautista, San Zenobio, Santa Reparata, y San Lucas. Allí Jacopo hizo sus primeras pinturas (algunos tabernáculos al fresco) y luego recibió un importante pedido para pintar la bóveda de la iglesia Orsanmichele en Florencia, con figuras de profetas y patriarcas (obra pedida).
Permaneció en Florencia hasta 1354 y entonces retornó a Arezzo, donde supervisó la reconstrucción de los juegos de agua de la Fonte de Guinizzelli. Pintó muchos frescos en la ciudad, actualmente desaparecidos. La iglesia de San Bartolommeo tenía un fresco de Cristo muerto velado por la Virgen y San Juan el Evangelista. 
Jacopo del Casentino fue maestro de Agnolo Gaddi, Spinello Aretino, y de su hijo Francesco Landino, que era ciego y compositor famoso. En Florencia, pintó para la iglesia de Orsanmichele y para la catedral.

## Obras

### Obras firmadas
- Altar portátil, llamado tríptico Cagnola, Madonna entronizada, cuatro ángeles con San Bernardo y San Juan Bautista; Estigmas de San Francisco y dos santos; la Crucifixión, Florencia, Uffizi.

### Obras atribuidas
- San Miniato y historia de su vida, Florencia, Basílica de San Miniato al Monte;
- Diseños de vitrales para la capilla en la Basílica de la Santa Cruz (Florencia), ahora en la capilla Bardi;
- Virgen con el Niño entronizados y santos, Ann Arbor, Museo de Arte de la Universidad de Míchigan;
- San Francisco recibe los Estigmas, S. André y S. James, la Crucifixión, Museos Cívicos de Pavía
- Santo Tomás de Aquino, Museo del Petit Palais de Aviñón.
- Anunciación, Milán, Museo Poldi Pezzoli;
- Dos fragmentos de una predela de altar: Natividad de Jesús, Barcelona, Museo Nacional de Arte de Cataluña y Presentación en el templo, Florencia, Colección Ricasoli;
- Virgen con Niño, Impruneta, iglesia de San Stefano a Pozzolatico;
- Presentación de Jesús en el templo, Kansas City, Nelson-Atkins Museum of Art;
- Dos paneles al fresco con Santa Lucía y San Juan Bautista, El Paso, Museo de Arte.

## Bibliografïa
- Giorgio Vasari. Las Vidas de los más excelentes arquitectos, pintores y escultores italianos desde Cimabue a nuestros tiempos, Editorial Cátedra (2002), ISBN 84-376-1974-2
- Farquhar, Maria (1855).  Ralph Nicholson Wornum, ed. Biographical catalogue of the principal Italian painters. Woodfall & Kinder, Angel Court, Skinner Street, London; Digitized by Googlebooks from Oxford University copy on Jun 27, 2006. p. 41.
- Bryan, Michael (1889).  Walter Armstrong and Robert Edmund Graves, ed. Dictionary of Painters and Engravers, Biographical and Critical (Volume II L-Z). York St. #4, Covent Garden, London; Original from Fogg Library, Digitized May 18, 2007: George Bell and Sons. p. 11.
- Marco Ciatti - Teresa Cianfanelli - Ciro Castelli, Madonna in trono con Bambino, fra santi e angeli: Jacopo Landini detto Jacopo del Casentino (Pratovecchio 1290? - 1349?); Firenze, Galleria degli Uffizi, inv. 1890 n. 9258, in: "OPD restauro", IV, 1992, pp. 170-174 (en italiano)
- Ada Labriola, Un dipinto di Jacopo del Casentino e alcuni appunti sull'antica cattedrale di Santa Reparata a Firenze, in: "Arte cristiana", 91 (2003), pp. 333-344 (en italiano)